# Matipó
Matipó é um município brasileiro do estado de Minas Gerais. De acordo com o Instituto Brasileiro de Geografia e Estatística, sua população em 2022 foi recenseada em 18 552 habitantes.

## Etimologia
Embora seja difundido que  o nome Matipó se deriva da expressão indígena Match-poo, que significaria "milho em pó", tal entendimento carece de fundamentação mais aprofundada, haja vista que o vocábulo "milho" é correspondente ao termo "abati" na língua tupi-guarani.  Na estruturação ligeira da expressão construída, a expressão indígena seria "abati-poo", ou então "abatipoca" originado dos termos indígenas abati – milho; poca – rebentar.

## Geografia
O município de Matipó está localizado na região II da Zona da Mata do estado de Minas Gerais e pertence à microrregião homogênea Vertente Ocidental do Caparaó (ICA/CETEC 1997).
O município situa-se na bacia do Rio Doce, tendo como principais elementos da hidrografia o Rio Matipó e o Ribeirão de Santa Margarida. Possui uma área de 266,990 km², sendo limitado ao norte pelo município de Caputira, ao sul pelos de Pedra Bonita e Santa Margarida, a leste pelo de Manhuaçu e a oeste por Abre Campo. O distrito de Padre Fialho localiza-se a 15 km da sede.

## História
Sua principal fonte de renda é a agropecuária com maior destaque para a cafeicultura. Possui um distrito denominado Padre Fialho popularmente chamado de "Garimpo".
Os bairros mais importantes são: Centro onde está localizado a Igreja Matriz, bancos, supermercados, lojas e a maioria dos pontos comerciais. Bairro Boa vista, Bairro Palhada, ambos de uso misto (residencial e comercial). Bairro Exposição, onde a cada ano são realizadas as festas tradicionais da cidade. Bairro Retiro onde encontra-se a Faculdade Vértice, sendo o mesmo outro bairro de uso misto (residencial, comercial e institucional). O ponto mais alto da cidade é a Serra do Bom Jesus, carinhosamente chamada de "Serrinha", com uma altitude de 1.230m.

## Transporte e turismo
A principal rodovia de acesso à cidade é a  Rodovia Osires Linhares Fraga, que liga a cidade à BR 262. Na cidade de Matipó existem diversas cachoeiras, sendo a mais utilizada pela população local e pelos turistas a cachoeira conhecida como Cachoeira dos Lourenços, tendo acesso através do Bairro da Palhada.[carece de fontes?]
A cidade é cortada pela Estrada Imperial, empreendimento dos governos de Minas Gerais e do Estado do Espírito Santo.